# Ady Endre Társaság (Kolozsvár)
Ady Irodalmi Társaság néven Kolozsvárt 1933 nyarán kezdeményeztek irodalmi egyesülést, az egyesülés mindössze 1936-ig élt. Elnöke Jancsó Elemér, alelnökei Balázs Ferenc és Kováts József.

## Tagjai
Főleg fiatal, önálló kötettel még nem jelentkezett írók  kerültek a tagok sorába. Nemzedéki alapon – mintegy az 1931-es Új arcvonal folytatásaként – kívánták tömöríteni a haladó fiatal értelmiségieket.  
Tagjai között szerepelt Bányai László, Bözödi György, Csőgör Lajos, Demeter János, Debreczeni László, Jancsó Béla, Keleti Sándor, Kovács György, Koós Kovács István, Kovács Katona Jenő, László Dezső, Mikó Imre, Salamon Ernő, Szabédi László, Szilágyi András, Varró Dezső, Vita Zsigmond. Könyv- és lapkiadást terveztek, kapcsolatot igyekeztek teremteni a munkássággal. Bár a társaság nem kapott működési engedélyt és soraiban is heves viták zajlottak, néhány közös fellépés és közel félszáz cikk jelezte világnézeti és művészeti útkereséseiket. Egyetlen kiadványuk Jancsó Elemér A magyar szabadkőművesség irodalmi és művelődéstörténeti szerepe a XVIII. században c. munkája (Kolozsvár, 1936).